# Корнетто
Корнетто — исторически итальянское название продукта, похожего на австрийский рогалик. В настоящее время это взаимозаменяемое название французского круассана.
Основными ингредиентами корнетто являются тесто для выпечки, яйца, сливочное масло, вода и сахар. Яичным желтком смазывают поверхность корнетто для получения золотистого цвета во время выпечки.
Корнетто вуото (букв. «пустой корнетто») обычно сопровождается различными начинками, в том числе кремом пастиччера (заварным кремом), абрикосовым джемом или шоколадным кремом, и покрывается сахарной пудрой или молотыми орехами. Корнетто с эспрессо или капучино в кафе-баре считается самым распространённым завтраком в Италии.
Название корнетто распространено в Южной и Центральной Италии, в то время как на севере его называют «бриошей». Иногда рецепты бриоша и корнетта могут немного отличаться. При приготовлении бриоши иногда могут использоваться дрожжи, а в южных частях Италии для приготовления корнетто могут использовать жир вместо масла. 

## История
Рецепт кипферля стал популярен в Италии, а точнее в Венето, после 1683 года, благодаря интенсивным коммерческим отношениям между Венецианской республикой и Веной. Во Франции только в 1770 году после свадьбы австрийки Марии-Антуанетты с будущим королём Людовиком XVI кондитерское изделие приобрело популярность. Его рецепт был видоизменён кондитерами, которые заменили тесто бриошь на дрожжевое слоевое тесто и назвали его круассаном. Французский шеф-повар Сильвен Клаудиус Гой пишет о ламинированном круассане на дрожжевой закваске в своей книге 1915 года «Англо-американская кухня» (La Cuisine Anglo-Americaine). Круассан стал популярен во Франции, в основном, в XX веке.